# Real (manga)
Real (jap. リアル Riaru) – manga autorstwa Takehiko Inoue, publikowana na łamach magazynu „Shūkan Young Jump” wydawnictwa Shūeisha od października 1999.
W listopadzie 2020 nakład mangi przekroczył 16 milionów egzemplarzy.

## Fabuła
Historia opowiada o trójce nastolatków: Nomiyi Tomomim, licealiście, który rzucił szkołę; Togawie Kiyoharu, byłym sprinterze, który teraz gra w koszykówkę na wózku inwalidzkim; oraz Takahashim Hisanobu, popularnym liderze szkolnej drużyny koszykarskiej, który po wypadku zostaje sparaliżowany od pasa w dół.
Manga przedstawia grupę bohaterów zepchniętych na margines społeczeństwa, których łączy ich jedno wspólne pragnienie: chęć gry w koszykówkę, mimo że nie mają gdzie tego robić. Nomiya, który został wyrzucony ze szkoły, nie ma przyszłości w życiu. Togawa, znany z trudnego charakteru, nieustannie popada w konflikty z kolegami z drużyny. Takahashi, niegdyś charyzmatyczny lider drużyny koszykarskiej, teraz zmaga się z paraliżem od klatki piersiowej w dół. Real porusza kwestie życia osób z niepełnosprawnościami fizycznymi oraz psychicznego poczucia niższości, z którym bohaterowie muszą się mierzyć.

## Publikacja serii
Pierwszy rozdział mangi został opublikowany 28 października 1999 w magazynie „Shūkan Young Jump”. Następnie wydawnictwo Shūeisha rozpoczęło zbieranie rozdziałów do wydań w formacie tankōbon, których pierwszy tom ukazał się 19 marca 2001. Według stanu na 19 sierpnia 2024, do tej pory wydano 16 tomów. Po przerwie rozpoczętej w 2014 roku seria została wznowiona 23 maja 2019 i od tamtej pory publikowana jest sporadycznie.
| Nr | Data wydania (język japoński) | ISBN (język japoński)  |
| -- | ----------------------------- | ---------------------- |
| 1  | 19 marca 2001                 | ISBN 978-4-08-876143-5 |
| 2  | 19 września 2002              | ISBN 978-4-08-876340-8 |
| 3  | 17 października 2003          | ISBN 978-4-08-876511-2 |
| 4  | 19 listopada 2004             | ISBN 978-4-08-876695-9 |
| 5  | 18 listopada 2005             | ISBN 978-4-08-876882-3 |
| 6  | 17 listopada 2006             | ISBN 978-4-08-877173-1 |
| 7  | 29 listopada 2007             | ISBN 978-4-08-877352-0 |
| 8  | 29 października 2008          | ISBN 978-4-08-877539-5 |
| 9  | 26 listopada 2009             | ISBN 978-4-08-877762-7 |
| 10 | 26 listopada 2010             | ISBN 978-4-08-879060-2 |
| 11 | 11 listopada 2011             | ISBN 978-4-08-879232-3 |
| 12 | 22 listopada 2012             | ISBN 978-4-08-879456-3 |
| 13 | 22 listopada 2013             | ISBN 978-4-08-879716-8 |
| 14 | 19 grudnia 2014               | ISBN 978-4-08-890077-3 |
| 15 | 19 listopada 2020             | ISBN 978-4-08-891618-7 |
| 16 | 19 sierpnia 2024              | ISBN 978-4-08-893409-9 |

## Odbiór
Do listopada 2013 manga osiągnęła nakład 14 milionów egzemplarzy. Do listopada 2020 liczba ta wzrosła do ponad 16 milionów.
W 2001 roku seria zdobyła nagrodę za doskonałość w kategorii manga podczas 5. edycji Japan Media Arts Festival. Uzasadnienie przyznania nagrody brzmiało: „Takehiko Inoue jest dobrze znany dzięki komiksowi Slam Dunk, którego tematem jest koszykówka. Real to kolejny komiks sportowy, jednak jego fabuła opiera się na nowatorskim motywie twardzieli i koszykówki na wózkach inwalidzkich. Wszyscy członkowie komisji orzekającej z niecierpliwością czekali na kolejne części i musieli zadowolić się przyznaniem Real nagrody za doskonałość. Nie byłoby zaskoczeniem, gdyby Inoue, po sukcesie Vagabond, zdobył nagrodę główną drugi rok z rzędu dzięki tej znakomitej mandze”.
David P. Welsh z The Comics Reporter zauważył, że „wszystkie umiejętności, które Inoue zaprezentował w Slam Dunk, rozwinęły się na lepsze w Real”, podsumowując, że „treści emocjonalne są przedstawione z taką równowagą i pewnością, że zapierają dech w piersiach”. Seria została doceniona za „realizm” oraz za to, że „zrywa z konwencjonalnymi przedstawieniami osób niepełnosprawnych jako niewinnych ludzi, którzy są słabi pod każdym względem”. Kazuyuki Kyoya, zawodnik koszykówki na wózkach, również wyraził swoje uznanie dla serii: „Manga nawołuje do zrozumienia osób nie tylko grających w koszykówkę na wózkach, ale także z różnymi innymi niepełnosprawnościami. Jestem pod wrażeniem, jak szczegółowo zostały przedstawione sceny, w których Takahashi przechodzi rehabilitację”.